# Park Narodowy Chustajn nuruu
Park Narodowy Chustajn nuruu (mong. Хустайн нуруу) – park narodowy w Mongolii znajdujący się 95 kilometrów na zachód od Ułan Bator. Przez park przepływa rzeka Tuul gol.
Słynie z reintrodukowania zagrożonego wyginięciem konia Przewalskiego, którego szesnaście sztuk wypuszczono po raz pierwszy na swobodę w 1992 roku.
W 2002 roku włączony do programu UNESCO-Człowiek i biosfera. Od 2007 roku należy do Międzynarodowej Unii Ochrony Przyrody.

## Geografia
Rozciąga się wśród gór Chentej, na terenie ajamku centralnego. Obejmuje somony: Altanbulag, Arglant i Bajanchangaj.

## Fauna i flora

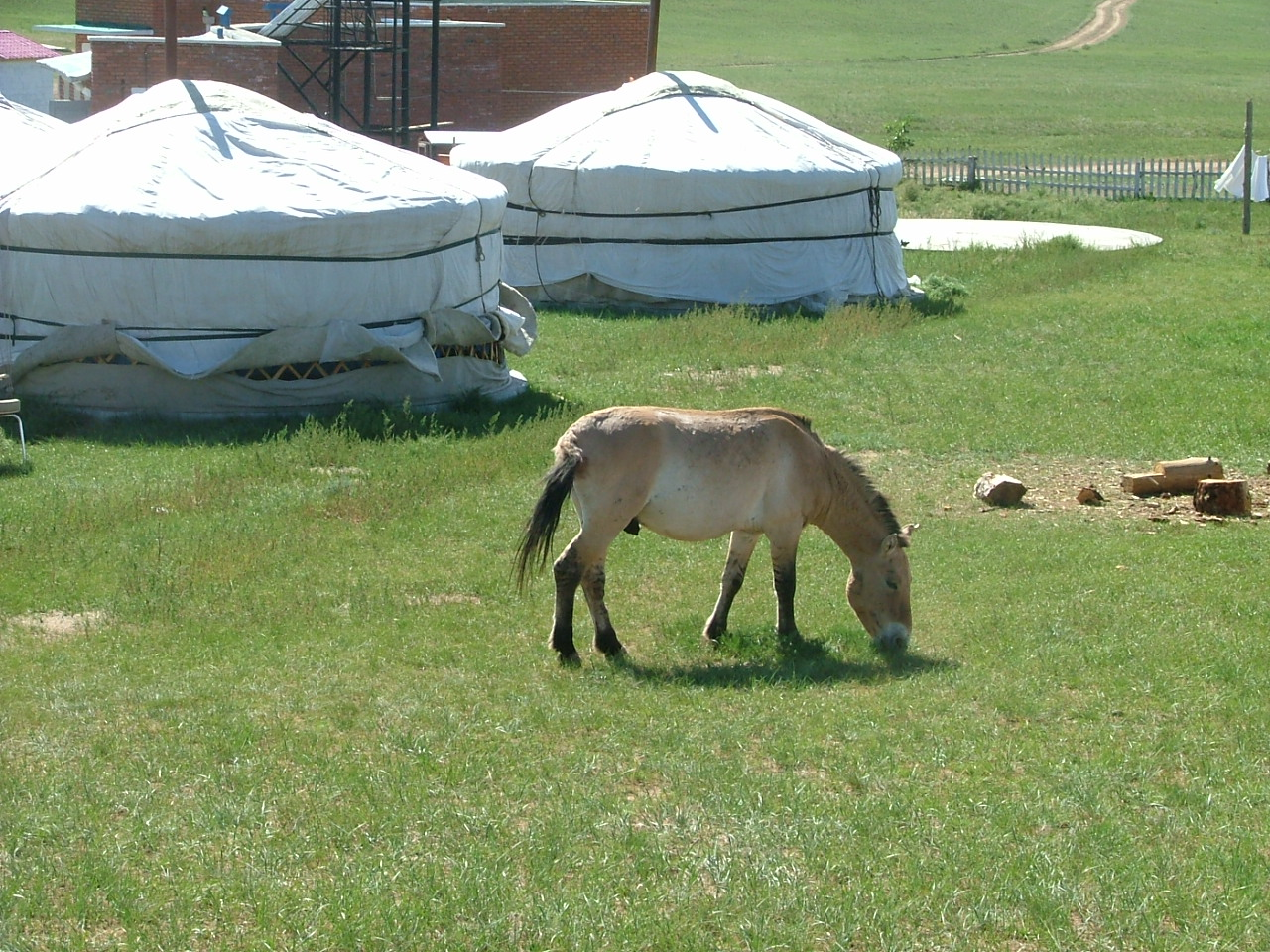
Koń Przewalskiego

Znajdziemy tu 459 gatunków roślin naczyniowych, 85 gatunków porostów, 90 gatunków mchów i 33 gatunki grzybów. Świat zwierzęcy reprezentują 44 gatunki ssaków, 217 gatunków ptaków, 6 gatunków ryb, 2 gatunki płazów i 385 gatunków owadów.
Odkryto tu roztocza glebowego Epidamaeus khustaiensis.

## Turystyka
Park jest łatwo dostępny. Można dojechać do niego autobusem drogą Ułan Bator-Karakorum. W parku znajduje się kemping. Teren parku to doskonałe miejsce dla pieszych i konnych wędrówek. W południowo-wschodniej części znajdują się tureckie groby. Po wykupieniu zezwolenia można również łowić ryby w rzece Tuul gol.
W parku znajduje się centrum informacji, w którym można dowiedzieć się o historii powrotu dzikich koni Przewalskiego do Mongolii.

## Galeria

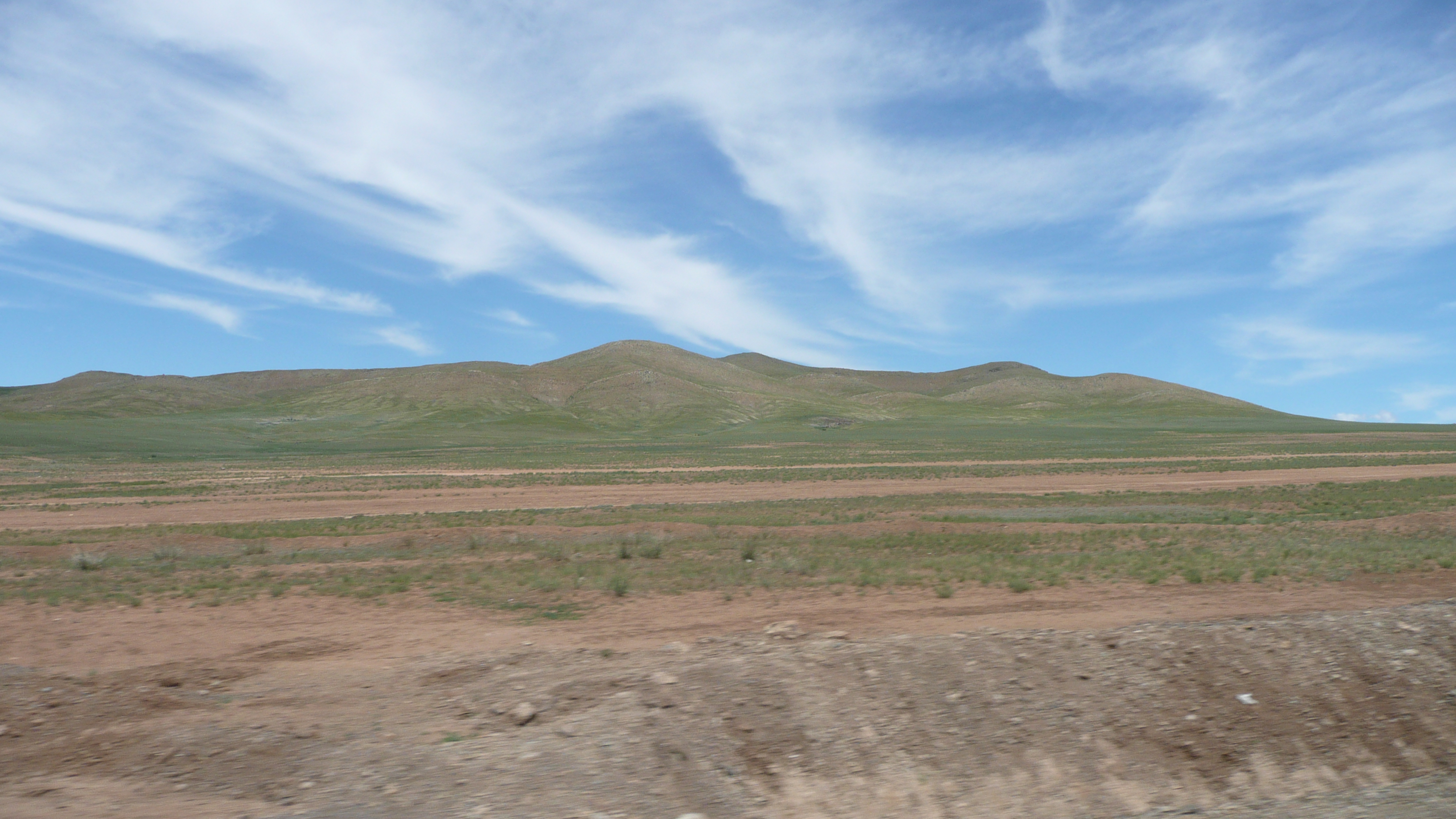
Krajobraz w parku narodowym
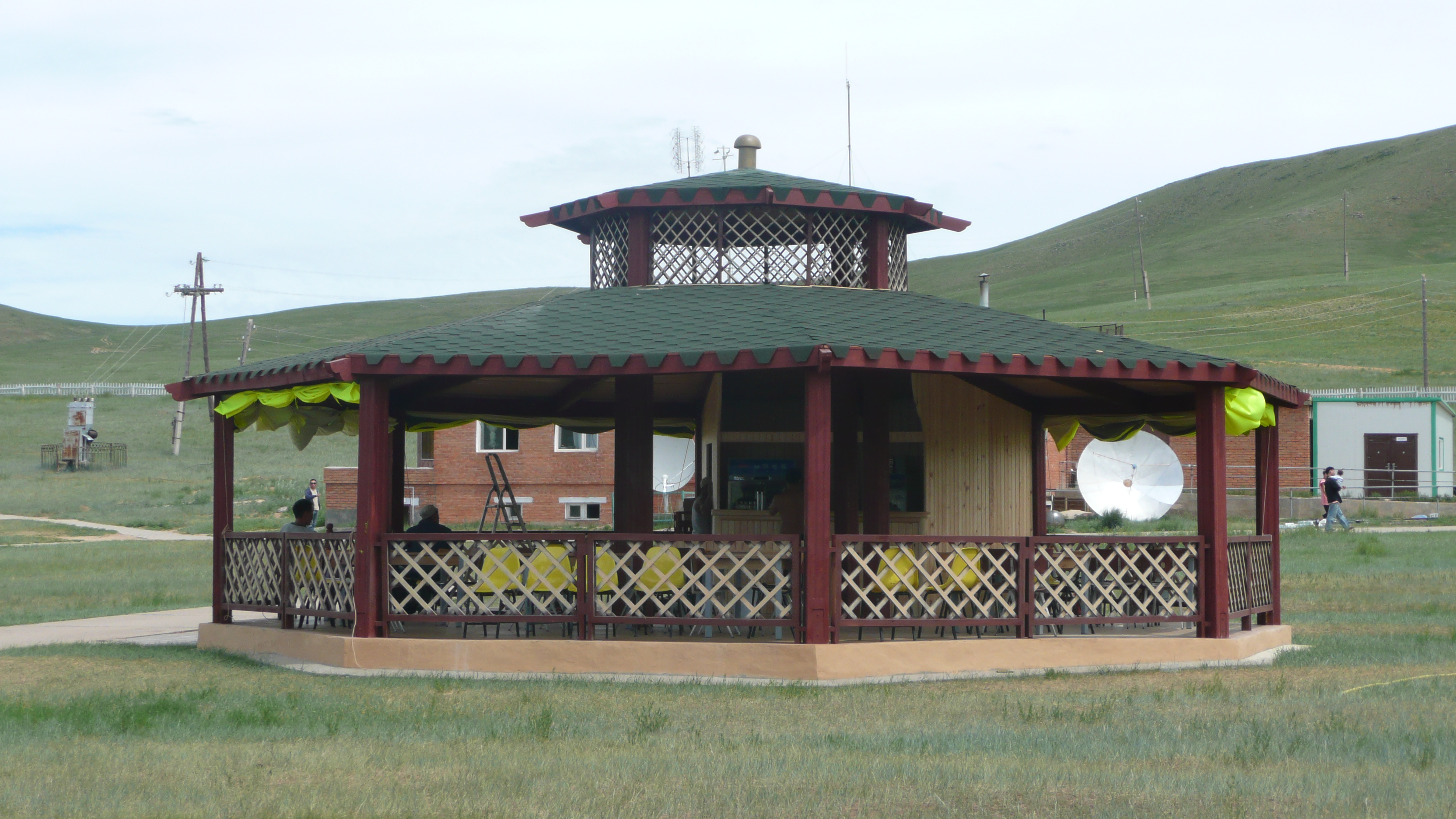
Bar
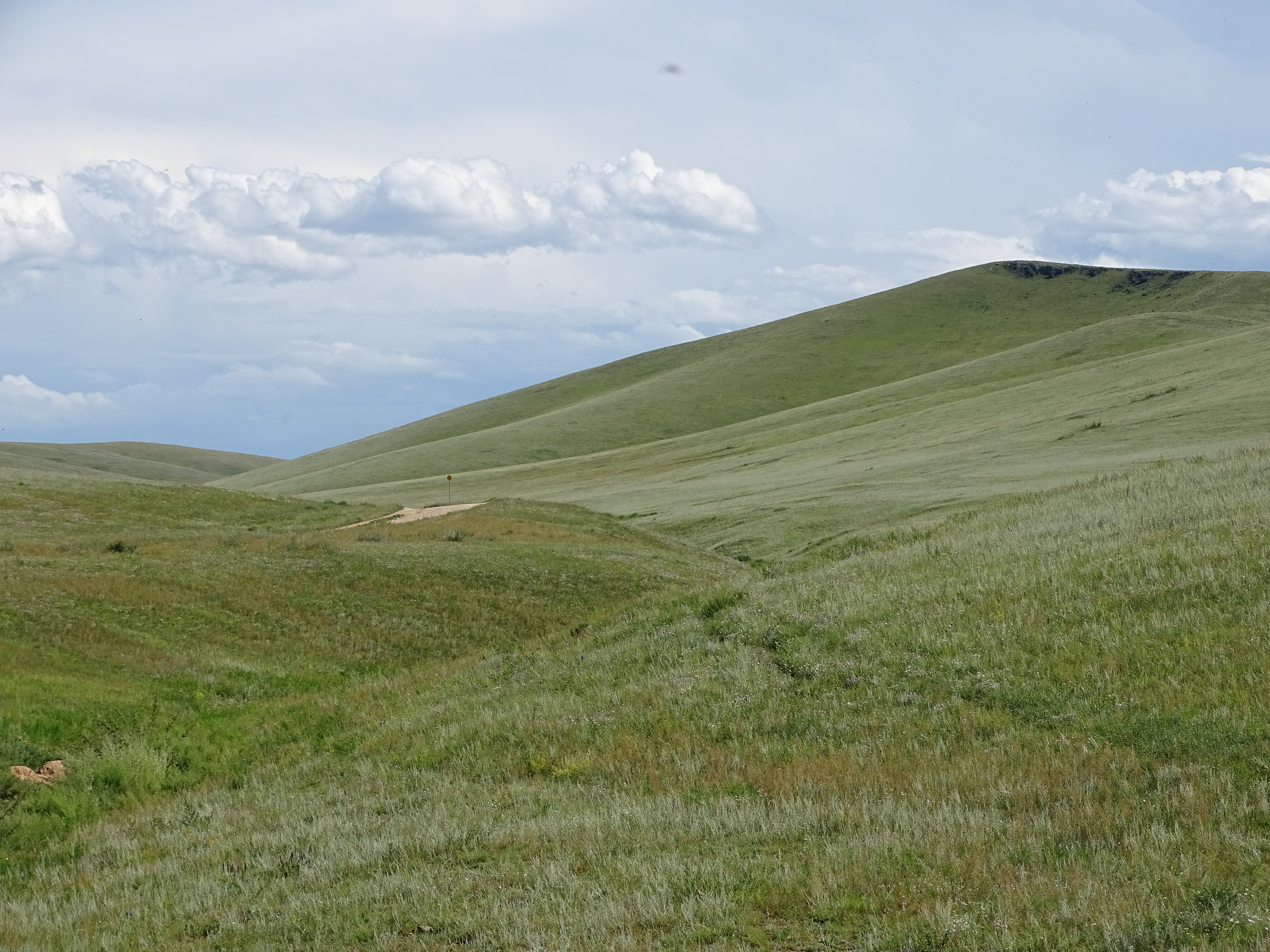
Krajobraz w parku narodowym
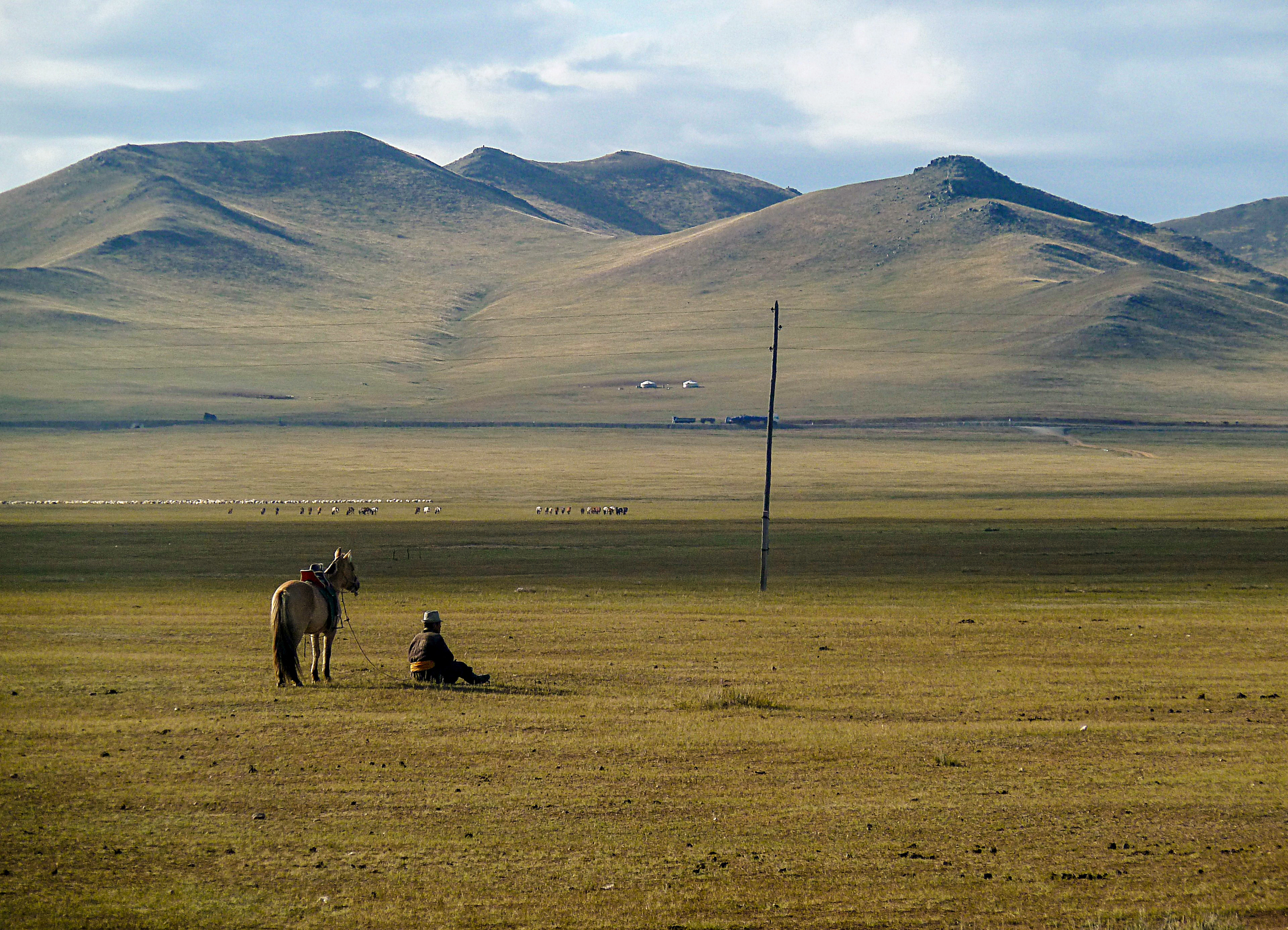
Krajobraz w parku narodowym
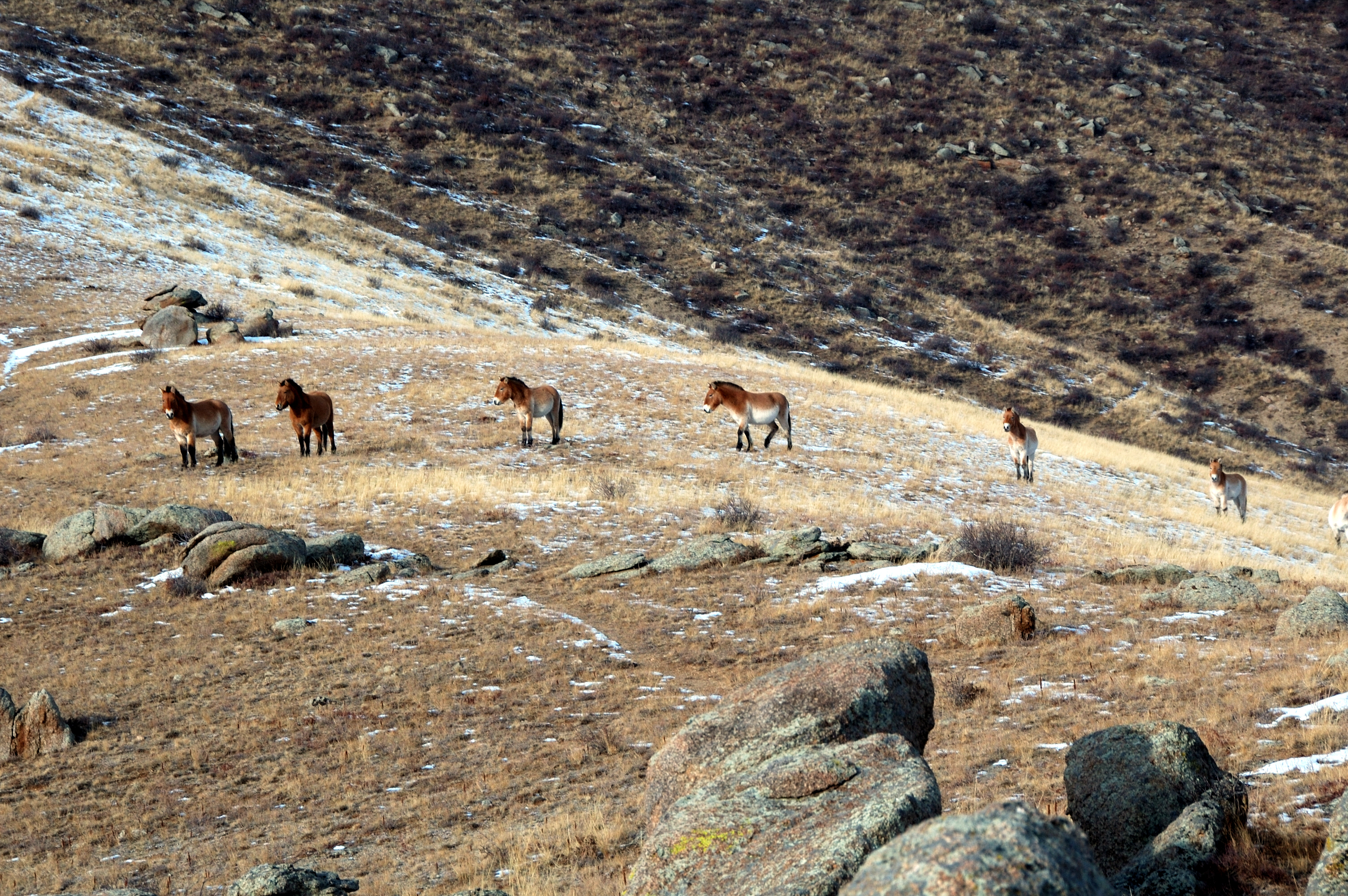
Konie Przewalskiego
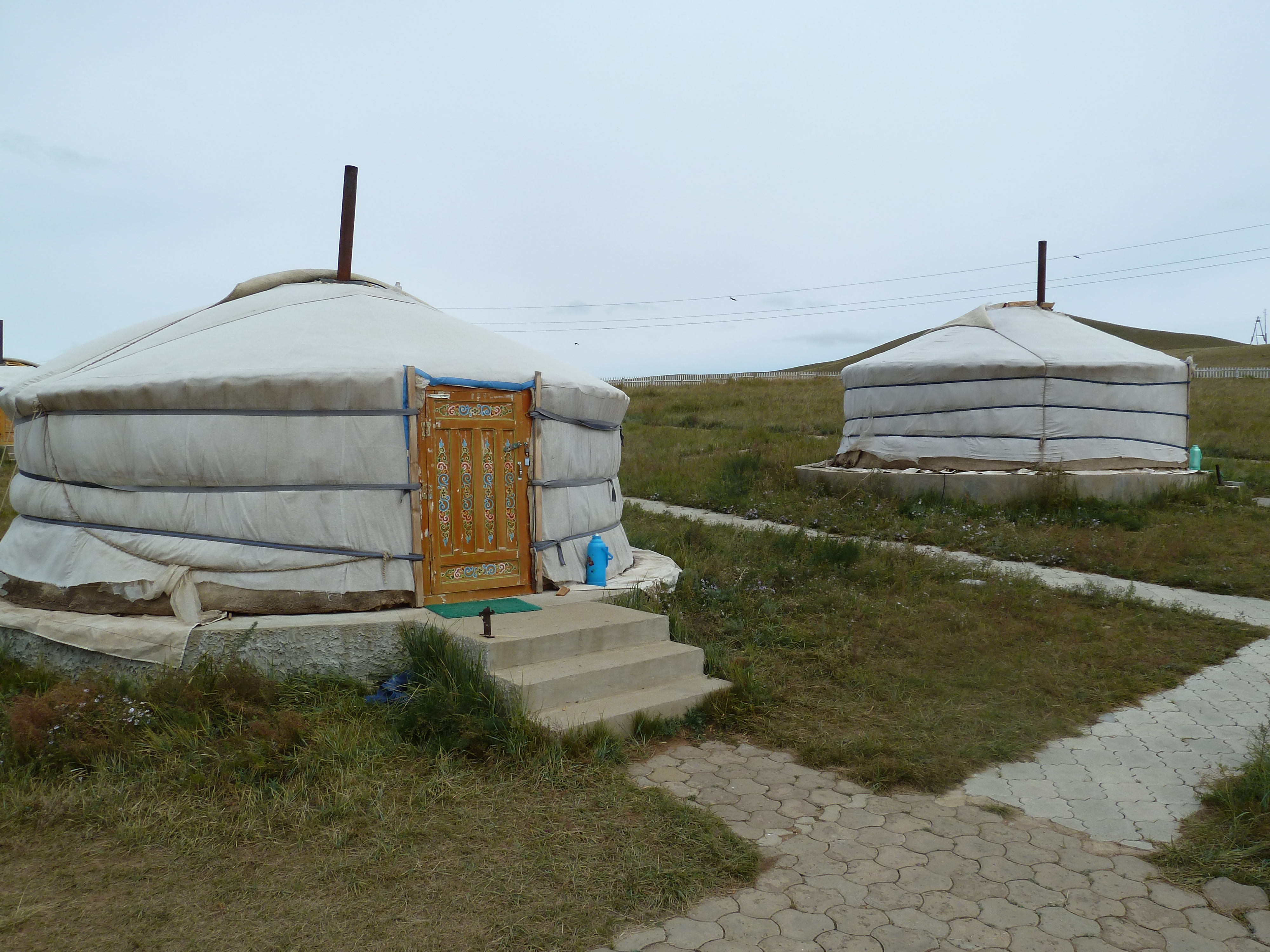
Jurty w kempingu
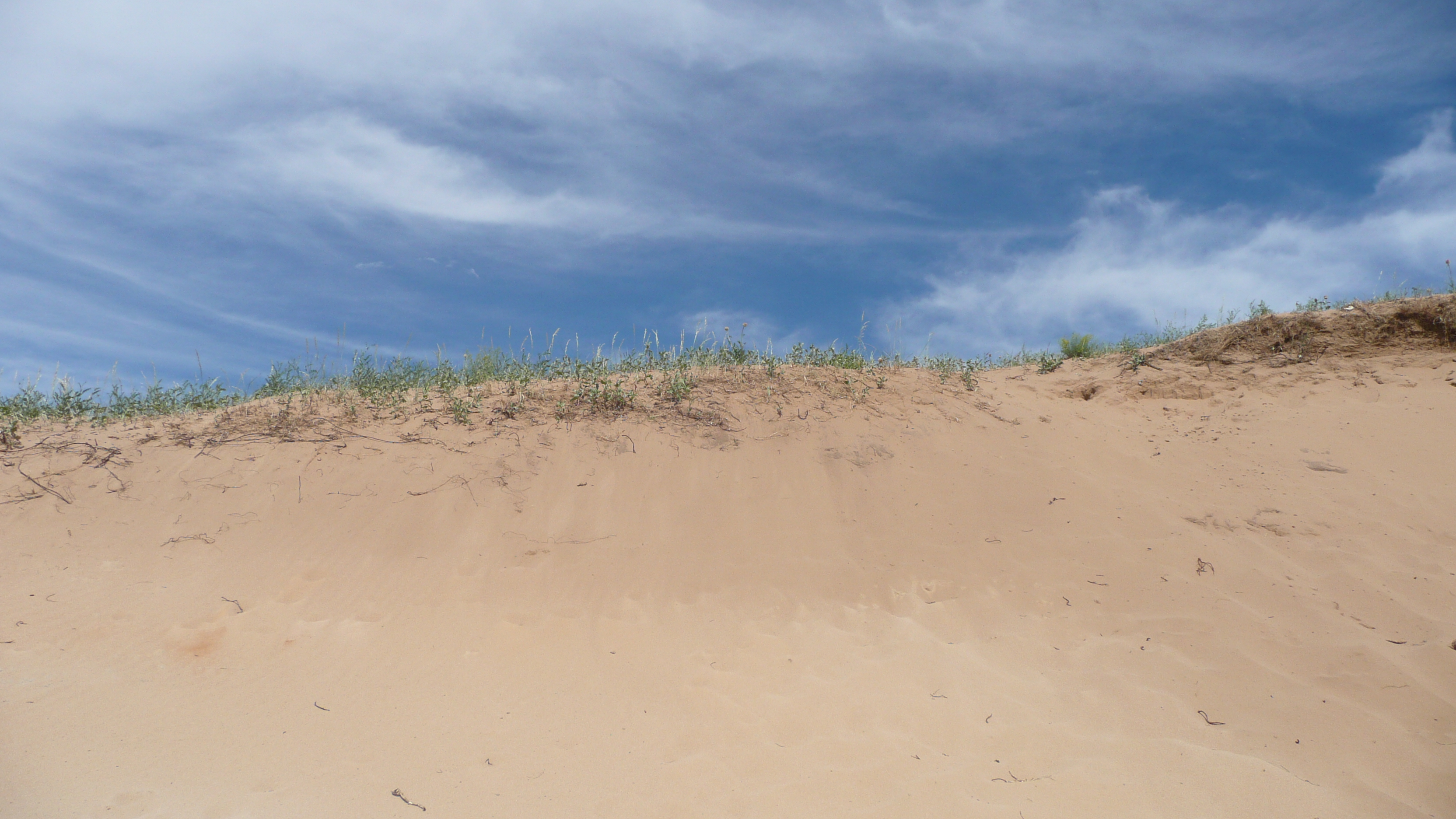
Krajobraz w parku narodowym